# Rhacophorus arboreus
Rhacophorus arboreus és una espècie de granota que es troba al Japó.